# Miles Burke
Miles J. Burke (Saint Louis, Missouri, 15 de gener 1885 - Saint Louis, 25 de desembre de 1928) va ser un boxejador estatunidenc de primers del segle xx. El 1904 va prendre part en els Jocs Olímpics de Saint Louis, on guanyà la medalla de plata en la prova de pes mosca.